# Carl August Schmid
Carl August Christian Schmid (* 31. Oktober 1767 in Wernigerode; † 15. Juli 1822 in Wasserleben) war ein deutscher Naturforscher und evangelischer Geistlicher.
Schmid wurde auf dem Schloss Wernigerode geboren. Er war am Hofe des Grafen Christian Friedrich zu Stolberg-Wernigerode  als evangelischer Hofkaplan tätig und wurde später als Pastor nach Wasserleben in der Grafschaft Wernigerode versetzt. In seiner Freizeit beschäftigte er sich u. a. mit Naturkunde und legte mehrere Gedichte vor. Eines seiner Hauptwerke ist Versuche über die Insekten, das 1803 in Gotha erschien und das er Erbgraf Henrich zu Stolberg-Wernigerode widmete.
Schmid war verheiratet mit Sophie geb. Kiss. Seine Söhne waren der Philologe Theodor Schmid (1798–1877) und Constantin (* 1801).
1826 gab sein Sohn Theodor die Arbeit seines verstorbenen Vaters Blicke in den Haushalt der Natur, oder Darstellungen aus der Thierwelt in Halberstadt bei Brüggemann heraus.